# Laurence Peyrin
Laurence Peyrin est une femme de lettres française.

## Biographie
Journaliste de presse écrite au Dauphiné Libéré pendant 20 ans et mère de six enfants, elle se consacre depuis 2014 à l’écriture.

## Œuvre

### Romans
- Stockholm, Éditions de l’épée, 2014
- La drôle de vie de Zelda Zonk, éditions Kero- Éditions de l’épée, 2015  (ISBN 978-2366581386)
- Hanna, éditions Kero- Éditions de l’épée, 2015  (ISBN 978-2366581744)
- Miss Cyclone, éditions Calmann-Levy- Éditions de l’épée, 2017  (ISBN 978-2702161517)
- L'aile des Vierges, éditions Calmann-Levy- Éditions de l’épée, 2018  (ISBN 978-2702161760)
- Ma chérie, éditions Calmann-Levy, 2019  (ISBN 978-2702164327)
- Ted, Éditions de l'épée, 2019  (ISBN 978-2380200041)
- Les Jours brûlants, éditions Calmann-Levy, 2020  (ISBN 978-2702165645)
- Une toute petite minute, éditions Calmann-Levy, 2021  (ISBN 978-2702166208)
- Après l'Océan, éditions Calmann-Levy, 2022  (ISBN 978-2702166215)
- Sous le soleil de Soledad, éditions Calmann-Levy, 2023  (ISBN 978-2702184226)

## Prix et récompenses
- Prix Maison de la Presse 2015 pour  La drôle de vie de Zelda Zonk [2]